# Pajacyk
Pajacyk – program wsparcia dzieci i młodzieży w Polsce, prowadzony przez Polską Akcję Humanitarną (PAH) od 1998 roku. W ramach programu realizowane są projekty skierowane do dzieci i młodzieży pochodzących ze środowisk defaworyzowanych i zagrożonych wykluczeniem społecznym z powodu ubóstwa, niepełnosprawności, niezaradności życiowej rodziców oraz innych przyczyn. Program realizowany jest na terenie Polski poprzez współpracę z lokalnymi szkołami, placówkami wsparcia dziennego i organizacjami pozarządowymi, a jego odbiorcami mogą być wszystkie dzieci mierzące się z powyższymi problemami, bez względu na swoją narodowość.

## Działalność
Program Pajacyk ma dwie odsłony - wsparcie żywnościowe i pomoc psychospołeczna. W ramach wsparcia żywnościowego finansowane są ciepłe i pełnowartościowe posiłki w szkołach, świetlicach i placówkach wsparcia dziennego. Projekt realizowany jest w trzech wariantach: w trakcie roku szkolnego, wakacji oraz ferii zimowych. 
Projekt Pajacyk: pomoc psychospołeczna jest realizowany od 2021 r., a jego celem jest dbanie o zdrowie psychiczne dzieci i młodzieży. W ramach projektu finansowane są konsultacje psychologiczne i psychiatryczne, grupy wsparcia, terapie grupowe, ale również zajęcia i warsztaty, które mają na celu rozwinięcie zainteresowań i integrację dzieci, w tym zajęcia ze zwierzętami, zajęcia sportowe, taneczne, plastyczne czy wspólne wycieczki. Program działa na zasadzie konkursu otwartego - organizacje działające na terenie Polski mogą zgłaszać swój udział podczas trwania naboru, a te, których wnioski otrzymały pozytywne opinie, otrzymują dofinansowanie. Do konkursu mogą przystąpić organizacje pozarządowe zarejestrowane w Polsce, które mają doświadczenie w pracy z dziećmi i młodzieżą. Nabór odbywa się raz do roku. 
Program Pajacyk finansowany jest ze środków osób indywidualnych, które przekazały swoją darowiznę, w tym odpis 1,5% podatku, a także wspierany jest regularnie przez firmy. Pajacyk kojarzony jest z prowadzoną od lat akcją “klikania w brzuszek”. Poprzez mechanizm na stronie internetowej programu użytkownik może kliknąć w brzuszek figurki i tym samym wspierać Pajacyka. Wsparcie finansowe trafia do programu dzięki reklamom, które wyświetlają się po kliknięciu. Akcja jest na tyle popularna, że Pajacyk na długo zapisał się w pamięci tysięcy osób w całej Polsce. Wiele z nich zaczynało dzień od “kliknięcia w brzuszek”. 
W latach 1998–2022 ze wsparcia programu Pajacyk skorzystało blisko 130 tys. dzieci w całej Polsce.
W ramach realizowanej pomocy psychologicznej i społecznej Pajacyk wspiera także rodziców, opiekunów, nauczycieli i inne osoby na co dzień pracujące z dziećmi. Pajacyk daje możliwość udziału w warsztatach i konsultacjach oraz oferuje dostęp do specjalnych materiałów kierowanych do tych grup. Dba także o budowanie świadomości i wiedzy na temat zdrowia psychicznego dzieci i młodzieży, oznak jego pogorszenia i możliwości szukania pomocy.
- “Pomocnik dla rodziców i opiekunów nastolatków” - bezpłatny ebook stworzony we współpracy z Weekend Gazeta.pl, a także przy merytorycznym wsparciu Komitetu Obrony Praw Dziecka. Jest to krótki poradnik, który w jasny i przystępny sposób opisuje rodzicom, jak mogą rozpoznać niepokojące zachowania u swojego dziecka, a także gdzie i jak mogą szukać wsparcia[3].
- “Pierwszy Dzwonek. Pomocnik rozpoznawania sygnałów i reagowania na problemy dzieci i młodzieży” - to bezpłatny poradnik kierowany przede wszystkim do osób pracujących z dziećmi, którego autorką jest psychoterapeutka Karolina Isio-Kurpińska. W Pomocniku można znaleźć konkretne wskazówki na temat tego, jak diagnozować problemy u dziecka, jak z nim rozmawiać, jakich słów unikać, a także jak samemu zadbać o swój dobrostan psychiczny[4].

Co roku Pajacyk organizuje specjalną grudniową akcję “Świąteczny Stół Pajacyka” w celu zebrania środków na pomoc swoim podopiecznym. Dotychczas akcja odbyła się już 22 razy. W ramach tego wydarzenia lokale gastronomiczne z całej Polski, ale także zagraniczne, przekazują 10% swoich obrotów z danego dnia na rzecz programu Pajacyk. Istotą akcji jest więc, aby jak najwięcej ludzi odwiedziło lokale, które zgłosiły swój udział, i zakupiło dowolny posiłek lub napój. 